# Cleanness
Cleanness est un poème allitératif en moyen anglais rédigé à la fin du XIVe siècle.
Son auteur est inconnu, mais il est couramment attribué au Pearl Poet, d'après son style et le dialecte qu'il emploie, qui semble avoir également écrit Sire Gauvain et le Chevalier vert, Pearl et Patience.
Ce poème n'apparaît que dans le manuscrit de Pearl, Cotton Nero A x (conservé au British Museum), qui contient également Pearl, Patience et Sire Gauvain et le Chevalier vert. Aucun de ces poèmes ne porte de titre, pas plus qu'ils ne sont divisés en chapitres, mais les coupures sont marquées par de grandes initiales bleues, et chaque poème s'accompagne d'une illustration en pleine page. Tous n'apparaissent que dans ce manuscrit. Cleanness est également parfois appelé Purity. Il fut pour la première fois édité par la Early English Text Society dans Early English Alliterative Poems in the West Midland Dialect of the Fourteenth Century.
Cleanness est une description des vertus de la propreté corporelle et de la joie de l'amour marital. Il puise ses exemples dans la Bible : le Déluge, la destruction de Sodome et Gomorrhe et la chute de Balthazar servent au poète pour avertir ses lecteurs des dangers de la profanation, ainsi que des joies de la pureté.

## Genre et forme
Cleanness est un poème didactique et homilétique de 1812 vers. Il utilise de façon régulière l'allitération, avec généralement trois mots par vers. Le narrateur, non identifié, parle à la première personne pendant la totalité du poème.
Il utilise le principe homilétique de l'éducation par le loisir (ce que Horace appelait utile et dulce), et s'ancre principalement dans des histoires bibliques. La référence à la chute des anges provient de la pseudépigraphie. La technique consistant à présenter des exempla, puis à les expliquer comme des démonstrations de principes moraux, est caractéristique des sermons de l'époque médiévale.

## Fond
Au début du poème (v. 1-50), le narrateur expose son thème en opposant la propreté, ou la pureté, à la saleté. Il indique que Dieu déteste la saleté, et bannit ceux qui ne sont pas proprement vêtus. Le narrateur paraphrase ensuite la parabole des noces (v. 51-171) afin de servir d'exemplum, qu'il explique un peu plus loin (v. 172-192). Les vers 193-556 développent sur le pardon et la colère de Dieu, utilisant la chute des anges, la chute d'Adam et Ève et l'histoire de Noé pour montrer ces caractéristiques divines.
Suit une transition (v. 557-599), qui inclut un commentaire sur la réaction de Dieu au péché, notamment la lubricité. Dans un second exemplum, le poète relate les histoires d'Abraham et Loth, incluant une description de la mer Morte telle qu'il l'imaginait. Le narrateur explique ensuite le symbolisme de ce second exemplum (v. 1050-1148), concluant avec une description de Dieu comme un être extrêmement vindicatif.
Le troisième exemplum, de loin le plus long (v. 1149-1796), relate la conquête de Jérusalem par Nabuchodonosor, et le transfert des trésors du Temple à Babylone, où ils furent traités avec respect par le roi. Mais après la mort de Nabuchodonosor, son successeur, Balthazar, ordonna que la vaisselle du Temple serve pour un grand banquet. Dieu décida de le punir : une main gigantesque apparut, écrivit un message sur le mur, puis disparut. Nul ne put interpréter ces mots, sauf Daniel, qui les interprète comme une prédiction de la chute de Balthazar.
Dans sa conclusion (v. 1797-1812), le narrateur résume en déclarant que la souillure provoque la colère de Dieu, mais que la pureté Le réconforte.

### Éditions
- William Vantuono (éd.), The Pearl Poems: An Omnibus Edition, Garland Publishers, New York, 1984,  (ISBN 0-8240-5450-4) (première édition)  (ISBN 0-8240-5451-2) (deuxième édition) — texte en moyen anglais et en anglais moderne
- Malcolm Andrew, Ronald Waldron, The Poems of the Pearl Manuscript, University of California Press, Berkeley, 2002  (ISBN 0-85989-514-9) (quatrième édition)

### Traductions
- Casey Finch, The Complete Works of the Pearl Poet, University of California Press, Berkeley, 1993  (ISBN 0-520-07871-3)

### Commentaire et critique
- Ruth E. Hamilton, « The Power of Words and the Power of Narratives: 'Cleanness' », Essays in Medieval Studies no 3, p. 162–173
- C. C. Morse, The Pattern of Judgment in the 'Queste' and 'Cleanness', University of Missouri Press, Columbia, 1978
- E. B. Keiser, Desire and Medieval Homophobia: The Legitimation of Sexual Pleasure in 'Cleanness' and Its Contexts, Yale University Press, New Haven, 1997
- Elizabeth Keiser, « The Festive Decorum of 'Cleanness' » in Larry D. Benson et John Leyerle (éd.), Chivalric Literature, Londres, 1980
- T. D. Kelly et J. T. Irwin, « The Meaning of 'Cleanness': Parable as Effective Sign », Mediaeval Studies no 35, p. 232–60
- J. K. Lecklider, 'Cleanness': Structure and Meaning, DS Brewer, Rochester, 1997
- Earl G. Schreiber, « The Structures of 'Clannesse' », in Bernard S. Levy et Paul E. Szarmach (éd.), The Alliterative Tradition in the Fourteenth Century, Kent State Univ. Press, Kent, 1981

## Source
- (en) Cet article est partiellement ou en totalité issu de l’article de Wikipédia en anglais intitulé « Cleanness » (voir la liste des auteurs).